# Övriga frågor
Övriga frågor är en punkt som normalt finns med på alla dagordningar vid sammanträden. Punkten är till för att göra det möjligt att lyfta en fråga som inte tidigare funnits med på dagordningen men som behöver diskuteras under mötet. Dessemellan kan det hända att frågor som diskuterats på mötet leder till en ny fråga och denna läggs då ofta till på punkten för övriga frågor.
Eftersom frågan lyfts under mötets gång finns det normalt inte ett beslutsunderlag till punkten. I många organisationer är det därför praxis att inga egentliga beslut får fattas till följd av en övrig fråga, till exempel sådant som får ekonomiska konsekvenser.